# Analogon (Chemie)
Analoga sind chemische Verbindungen, die entweder strukturelle oder funktionelle Ähnlichkeit besitzen. Demnach unterscheidet man strukturelle Analoga und funktionelle Analoga.
Strukturelle Analoga können aufgrund ihrer Strukturähnlichkeit oder ähnlicher Ladungsverteilung auch ähnliche biologische Wirkung hervorrufen, da sie von den gleichen Rezeptoren gebunden werden und somit ähnliche  Stoffwechselreaktionen oder Signalkaskaden auslösen.
Sie haben selten identische, meist ähnliche, oft aber auch völlig andere Eigenschaften als das Originalmolekül. Besonders in Bezug auf biologische Systeme lassen sich solche Eigenschaften nur am lebenden Objekt (in vivo) durch aufwendige wissenschaftliche Studien herausfinden. Häufig zeigen sich gravierende Nebenwirkungen auch erst nach längeren Zeiträumen bei Studien mit sehr vielen Studienteilnehmern.
Im Gegenüber zu den Analoga stehen die bioidentischen Substanzen, deren Moleküle identisch mit den natürlich vorkommenden sind. Auch diese werden heutzutage mit modernen chemischen Verfahren (teil-)synthetisch hergestellt. Dies macht für die Wirkung im Körper keinen Unterschied, da diese sich chemisch exakt so verhalten wie die im Körper produzierten Substanzen.

## Beispiele
Oft sind Analoga Derivate einer biologisch wirksamen Grundsubstanz, wie etwa bei den synthetischen Steroiden, die sich alle vom Steran ableiten:
| Derivat   | Struktur | Name                            | Stoffgruppe |
| --------- | -------- | ------------------------------- | --- |
| Estran    |          | 13β-Methylgonan                 | Estrogenähnlich wirkende Substanzen (vgl. Estrogene)                                                                 |
| Androstan |          | 10β,13β-Dimethylgonan           | Androgenähnlich wirkende Substanzen (vgl. Androgene)                                                                 |
| Pregnan   |          | 10β,13β-Dimethyl-17β-ethylgonan | Progesteronähnlich wirkende Substanzen = Progestin, Corticosteroidähnlich wirkende Substanzen (vgl. Corticosteroide) |

## Anwendung
Analoga spielen in der kombinatorischen Chemie zu pharmazeutischen Zwecken eine große Rolle, da natürliche Substanzen nicht patentierbar sind und nur chemisch „neu erfundene“ Substanzen in großem Umfang vermarktbar und für Großkonzerne von Interesse sind.
Bei der Medikamentenentwicklung werden entweder eine große Zahl von strukturellen Analoga zu einer gegebenen Leitstruktur erstellt und in einer Studie der Zusammenhang zwischen Struktur und Aktivität getestet oder man durchsucht eine Datenbank nach strukturellen Analoga zur gegebenen Leitstruktur.

## Beispiele
- GABA-Analoga: Gabapentin, Tiagabin und Vigabatrin
- Pyrophosphat-A.: Bisphosphonate